# L'Esquirol
L'Esquirol, fino al 4 giugno 2014 Santa Maria de Corcó, è un comune spagnolo di 2 165 abitanti situato nella comunità autonoma della Catalogna.